# Commelina triangulispatha
Commelina triangulispatha är en himmelsblomsväxtart som beskrevs av Gottfried Wilhelm Johannes Mildbraed. Commelina triangulispatha ingår i släktet himmelsblommor, och familjen himmelsblomsväxter. Inga underarter finns listade.